# 러티노비치 졸탄

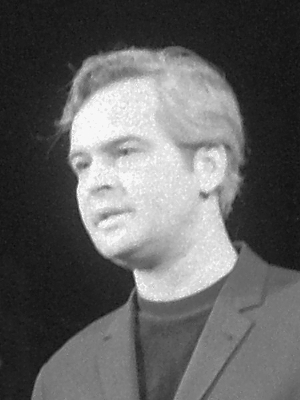

러티노비치 졸탄(헝가리어: Latinovits Zoltán, 1931년 9월 9일 ~ 1976년 6월 4일)는 헝가리의 배우이다. 부다페스트에서 태어났다.

## 영화
- 신밧드 (1971년)
- 침묵과 외침 (1967년)
- 검거 (1966년)
- 하버즈 포토 샵 (1963년)
- 칸타타 (1963년)